# Guerra del Salitre (México)
La Guerra del Salitre (1480-1510) se trata de un conflicto armado  entre la Imperio purépecha contra los señoríos asentados en Colima, Sayula, Zapotlán, Tuxpan, Tapalpa y Autlán. El conflicto ocurrió en toda la parte occidental de México y terminó con la expulsión de los purépechas de Colima y Jalisco, así como la pérdida de una cuarta parte de sus tierras que pasaron a formar parte del señorío de Colima. La guerra generó un gran descontento entre el pueblo purhépecha, lo que más adelante se vería reflejado en el apoyo del irecha Tangaxoán II ante la campaña española en Colima.

## Antecedentes
La guerra fue originada por la invasión de los territorios de Zacoalco, Zapotlán y Sayula por el irecha Tangaxoán II, rey de los purépecha que pretendía apoderarse del salitre descubierto en esas tierras en 1480, pues su ejército se había fortalecido mediante su victoria ante el ejército de Axayácatl. Durante el Gobierno purépecha existió un fuerte descontento entre los pueblos sometidos que decidieron unirse con los señoríos de Colima para alcanzar su independencia.

## Campañas
La guerra comenzó con la sublevación del pueblo de Sayula, a los que después se unirían los demás señoríos. Cuantoma cacique de Sayula es derrotado en Acatlán. Entonces el rey Colimán se convirtió en organizador de todas las campañas militares. Junto a Copatzin, y asistido por Cuantoma, que obtiene una victoria en Zacoalco, Colimán recupera Sayula y después Mazamitla, venciendo a Zuangua, caudillo purépecha. Finalmente el conflicto se define en la Guerra del Salitre que tuvo lugar en Colima, donde el Rey Colimán logra la victoria junto a su ejército, venciendo a los purépechas y logrando la subordinación del territorio hasta Tuxpan (actualmente en Jalisco).

## Debate histórico
Pese a la gran importancia de este conflicto en la historia del occidente de México, la historicidad de esta guerra quedó en duda durante un largo tiempo. El arqueólogo Otto Schöndube refiere que antes de que se realizaran excavaciones arqueológicas en la zona de la laguna de Sayula a partir de la década de 1990, este conflicto era considerado "un mito".
No obstante, a la llegada de los españoles, se puede corroborar mediante distintas fuentes históricas, cómo gran parte de los territorios del Jalisco central estaban ocupados por el imperio tarasco, especialmente las comunidades de Cocula, Tuxpan, Zapotlán, Sayula, Tamazula, Mazamitla, Amula y Atoyac.